# Smekende handen
Smekende handen is een oorlogsmonument in Kampen ter nagedachtenis aan militairen die zijn omgekomen tijdens de Indonesische Onafhankelijkheidsoorlog.

## Achtergrond
Tussen 1945 en 1950 vond in Nederlands-Indië een onafhankelijkheidsoorlog plaats, waarbij ook Nederlandse militairen werden ingezet. Ongeveer 5000 van hen kwamen om, onder wie twaalf mannen uit Kampen. De kunstenaar Martin van Waning kreeg in 1954 de opdracht een gedenkteken te maken. Het werd op 31 augustus 1955 door burgemeester Wiert Berghuis in het Engelenbergplantsoen onthuld. In de jaren zestig werd het monument verplaatst naar het Stadspark.

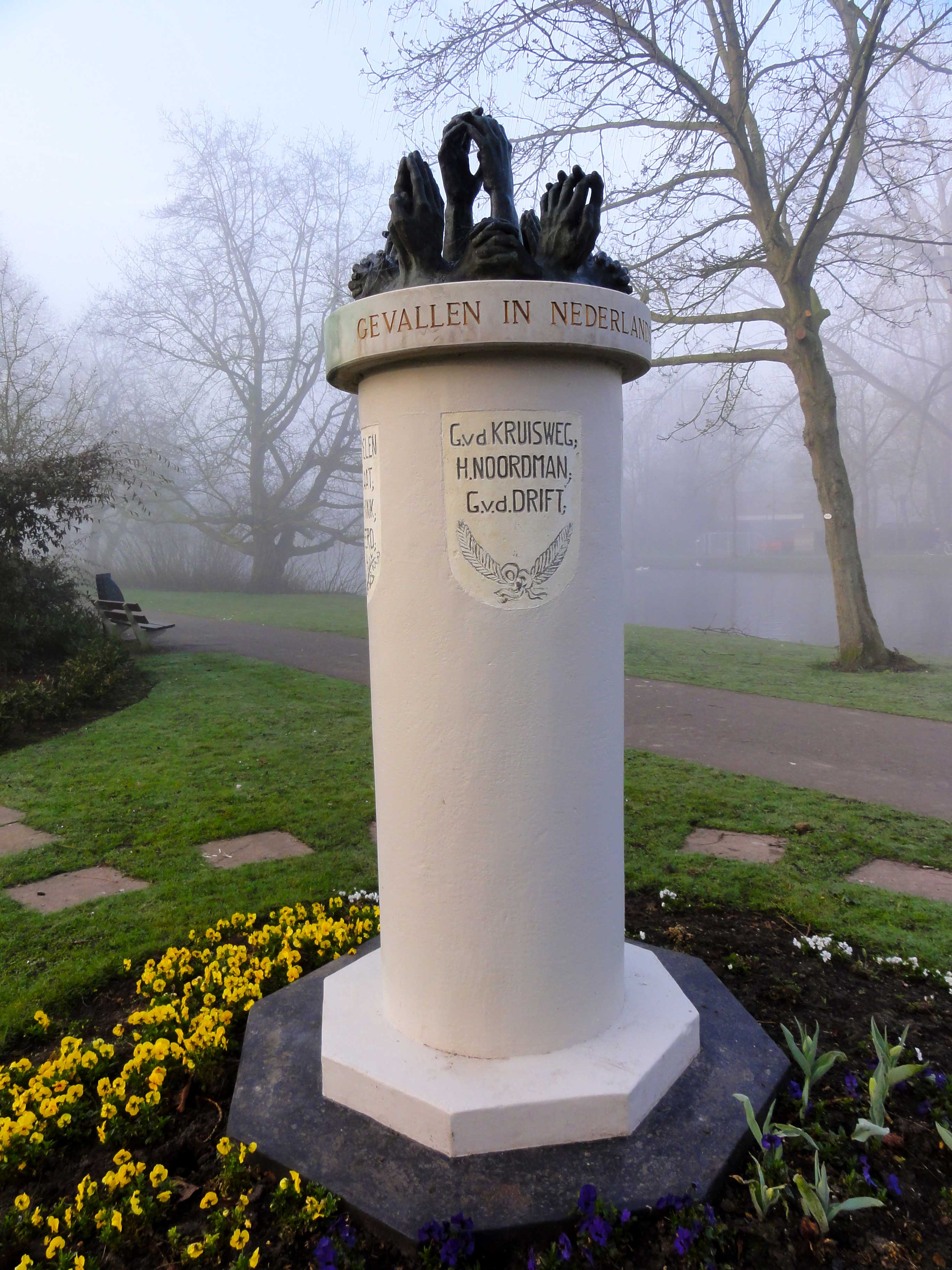
De zuil

## Beschrijving
Het gedenkteken bestaat uit een ronde pilaar waarop in vier schilden in reliëf de namen van de twaalf slachtoffers zijn te lezen: J.H.W. Dekker, H. Kragt, J. Post, H. van Bemmelen van der Plaat, F.A. Gunnik, D. v.d. Weerd, E. v.d. Kruisweg, H. Noordman, G. v.d. Drift, W. Noordman, H. Kolk en T. van Dijk. Op de zuil zijn biddende handen in brons geplaatst, als symbool voor de roep om vrede en vrijheid.
Op de zuil was aanvankelijk met losse letters een tekst geplaatst. Deze werden bij een restauratie eind jaren tachtig vervangen door een inscriptie in de rand van een ronde schijf die aan het monument is toegevoegd: 

GEVALLEN IN NEDERLANDS - INDIË 1945 - 1950